# 松兹瓦尔市镇
松兹瓦尔市镇（瑞典語：Sundsvalls kommun）是瑞典北部西诺尔兰省的一个市镇。其治所位于松兹瓦尔。